# Carlos Andrés Gómez
Carlos Andrés Gómez Hinestroza (Quibdó, 12 settembre 2002) è un calciatore colombiano, attaccante del Vasco da Gama in prestito dal Rennes.

## Carriera
Cresciuto nel settore giovanile del Millonarios, debutta in prima squadra il 15 novembre 2021, in occasione dell'incontro di Categoría Primera A pareggiato per 1-1 contro l'Alianza Petrolera.
Il 10 gennaio 2023 viene acquistato dal Real Salt Lake, firmando un contratto valido fino alla stagione 2027 con opzione di rinnovo per la stagione 2028.
Il 16 agosto 2024 viene acquistato dal Rennes.
Il 15 agosto 2025 passa in prestito al Vasco da Gama.

## Statistiche

### Presenze e reti nei club
Statistiche aggiornate al 3 gennaio 2025.
| Stagione              | Squadra               | Campionato            | Campionato | Campionato | Coppe nazionali | Coppe nazionali | Coppe nazionali | Coppe continentali | Coppe continentali | Coppe continentali | Altre coppe | Altre coppe | Altre coppe | Totale | Totale |
| Stagione              | Squadra               | Comp                  | Pres       | Reti       | Comp            | Pres            | Reti            | Comp               | Pres               | Reti               | Comp        | Pres        | Reti        | Pres   | Reti   |
| --------------------- | --------------------- | --------------------- | ---------- | ---------- | --------------- | --------------- | --------------- | ------------------ | ------------------ | ------------------ | ----------- | ----------- | ----------- | ------ | ------ |
| 2021                  | Millonarios           | A                     | 7          | 0          | CC              | -               | -               | -                  | -                  | -                  | -           | -           | -           | 7      | 0      |
| 2022                  | Millonarios           | A                     | 41         | 9          | CC              | 8               | 3               | CL                 | 1                  | 0                  | -           | -           | -           | 50     | 12     |
| Totale Millonarios    | Totale Millonarios    | Totale Millonarios    | 48         | 9          |                 | 8               | 3               |                    | 1                  | 0                  |             | -           | -           | 57     | 12     |
| 2023                  | Real Salt Lake        | MLS                   | 33         | 1          | USOC            | 5               | 1               | -                  | -                  | -                  | LC          | 2           | 0           | 40     | 2      |
| gen.-ago. 2024        | Real Salt Lake        | MLS                   | 23         | 13         | USOC            | -               | -               | -                  | -                  | -                  | LC          | 2           | 0           | 25     | 13     |
| Totale Real Salt Lake | Totale Real Salt Lake | Totale Real Salt Lake | 56         | 14         |                 | 5               | 1               |                    | -                  | -                  |             | 4           | 0           | 65     | 15     |
| 2024-2025             | Rennes                | L1                    | 10         | 1          | CF              | 1               | 0               | -                  | -                  | -                  | -           | -           | -           | 11     | 1      |
| Totale carriera       | Totale carriera       | Totale carriera       | 114        | 24         |                 | 14              | 4               |                    | 1                  | 0                  |             | 4           | 0           | 133    | 28     |

### Cronologia presenze e reti in nazionale
| Cronologia completa delle presenze e delle reti in nazionale ― Colombia | Cronologia completa delle presenze e delle reti in nazionale ― Colombia | Cronologia completa delle presenze e delle reti in nazionale ― Colombia | Cronologia completa delle presenze e delle reti in nazionale ― Colombia | Cronologia completa delle presenze e delle reti in nazionale ― Colombia | Cronologia completa delle presenze e delle reti in nazionale ― Colombia | Cronologia completa delle presenze e delle reti in nazionale ― Colombia | Cronologia completa delle presenze e delle reti in nazionale ― Colombia |
| Data                                                                    | Città                                                                   | In casa                                                                 | Risultato                                                               | Ospiti                                                                  | Competizione                                                            | Reti                                                                    | Note                                                                    |
| ----------------------------------------------------------------------- | ----------------------------------------------------------------------- | ----------------------------------------------------------------------- | ----------------------------------------------------------------------- | ----------------------------------------------------------------------- | ----------------------------------------------------------------------- | ----------------------------------------------------------------------- | ----------------------------------------------------------------------- |
| 11-12-2023                                                              | Fort Lauderdale                                                         | Colombia                                                                | 1 – 1                                                                   | Venezuela                                                               | Amichevole                                                              | -                                                                       | 63’                                                                     |
| 16-12-2023                                                              | Los Angeles                                                             | Messico                                                                 | 2 – 3                                                                   | Colombia                                                                | Amichevole                                                              | 1                                                                       | 75’                                                                     |
| 15-11-2024                                                              | Montevideo                                                              | Uruguay                                                                 | 3 – 2                                                                   | Colombia                                                                | Qual. Mondiali 2026                                                     | 1                                                                       | 82’                                                                     |
| 19-11-2024                                                              | Barranquilla                                                            | Colombia                                                                | 0 – 1                                                                   | Ecuador                                                                 | Qual. Mondiali 2026                                                     | -                                                                       | 90+3’                                                                   |
| Totale                                                                  |                                                                         | Presenze                                                                | 4                                                                       |                                                                         | Reti                                                                    | 2                                                                       |                                                                         |

## Palmarès

### Club

#### Competizioni nazionali
- Copa Colombia: 1

Millonarios: 2022